# Ослинник красностебельный
Осли́нник кра́сностебе́льный (лат. Oenothéra rubricáulis) — двулетнее травянистое растение, вид рода Ослинник (Oenothera) семейства Кипрейные (Onagraceae). По современной классификации название является синонимом вида Ослинник двулетний (Oenothera biennis), в качестве самостоятельного таксон не выделяется.
Вид, по-видимому, возникший в Европе вследствие мутации или гибридизации ослинника двулетнего. В некоторых случаях разграничение этих видов бывает затруднительным. Наиболее характерными признаками являются крупные простые волоски на красных конических бугорках в верхней части стебля, часто интенсивно окрашенного в красный цвет, пестик, уступающий тычинкам по длине, а также зелёные чашелистики.

## Описание
Двулетнее травянистое растение с обычно разветвлённым в нижней части прямостоячим стеблем 100—150 см высотой, зелёного или красного цвета, с красными точками или прожилками, с длинными жёсткими волосками, выходящими из красного конического основания, а также с более короткими прижатыми волосками.
Листья широколанцетные до ланцетных, опушённые, плоские или слабо гофрированные, с мелкозубчатым краем, с красной средней жилкой.
Ось соцветия красноватая или красная в верхней части, ниже — нередко зелёная, с красными точками, с многочисленными железистыми волосками и жёсткими волосками с красным коническим основанием. Бутоны зелёные, покрыты железистыми волосками. Гипантий 15—25 мм длиной. Лепестки жёлтые, обратносердцевидной формы, 10—20×9—18 мм. Пыльники 5—8 мм длиной. Рыльце пестика не выступает за уровень пыльников тычинок.
Плод — коробочка 2—3 см длиной, незрелая — зелёная, с красными прожилками, железистая, с жёсткими волосками.
Oenothera rubricauloides Rostański, 2007 отличается более длинным пестиком, превышающим по длине тычинки. Oenothera ersteinensis H.P.Linder & R.Jean, 1970 отличается цилиндрическим основанием волосков, а также обыкновенно красновато-разлинованными чашелистиками.

## Распространение
Широко распространён в Евразии от Атлантической Европы до Дальнего Востока.
Встречается на открытых местах с песчаной почвой, по берегам рек и озёр, часто по железнодорожным насыпям, на иных нарушенных местах.

## Таксономия

### Синонимы
- Oenothera biennis subsp. rubricaulis (Kleb.) Stomps, 1948
- Oenothera biennis var. parviflora Abrom., 1898
- Oenothera muricata L., 1767, sensu typo, nom. ambig.
- Oenothera muricata var. latifolia Aschers., 1864